# Mathilde
Mathilde ist ein weiblicher Vorname.

## Herkunft und Bedeutung des Namens
Der Name Mathilde geht auf den althochdeutschen Namen Mahthilt zurück. Der Name setzt sich aus den Elementen macht „Macht“, „Kraft“, „Fähigkeit“ und hild „Kampf“, „Schlacht“. Er könnte daher in etwa als „mächtige Heldin“ bzw. „starke Kämpferin“ oder „mächtig im Kampf“ gedeutet werden.

## Verbreitung
Der Name ist seit dem frühen Mittelalter aufgrund der Verehrung für Mathilde die Heilige (um 895–968), Ehefrau des ostfränkischen Königs Heinrich I., in vielen Zweigen der europäischen Königshäuser verbreitet. Bis ins 15. Jahrhundert hinein war er vor allem in England beliebt, meist in der landessprachlichen Variante Maud. Durch die Ritterdichtung des 18. und 19. Jahrhunderts wurde der Name wieder neu belebt.
In Deutschland sank die Beliebtheit des Namens zu Beginn des 20. Jahrhunderts. Seit Mitte der 2000er Jahre nimmt der Name wieder an Beliebtheit zu. Im Jahr 1898 erreichte Mathilde zum einzigen Mal in Deutschland die Top 30 der beliebtesten Mädchennamen. Im Jahr 2021 belegte Mathilde Rang 338 der beliebtesten Mädchennamen in Deutschland. Besonders beliebt ist der Name derzeit im Osten Deutschlands. Heute ist die Schreibweise Mathilde weitaus verbreiteter als Matilde.

## Varianten
- deutsch: Mathilde, Matilde, Mathilda, Matilda, Mechthild, Mechthilde, Mechthildis
  - altdeutsch: Mahtildis, Mahthilt
  - Diminutiv: Hilde, Hilda, Tilda, Tilly, Tilli, Matti, Mati
- dänisch: Matilde, Tilde
- englisch: Mathilda, Matilda, Maud, Maude
  - walisisch: Mallt
  - Diminutiv: Maudie, Tilda, Tillie, Tilly
- finnisch: Matilda, Tilda
- französisch: Maud, Maude, Mahaut
- italienisch: Mafalda, Matilde
- niederländisch: Machteld, Mechteld
  - Diminutiv: Til, Tilde
- norwegisch: Mathilde
- polnisch: Matylda
- portugiesisch: Mafalda, Matilde
- slowakisch: Matilda
- slowenisch: Matilda
- schwedische: Mathilda, Matilda, Maud, Milda, Milde
- spanisch: Mafalda, Matilde
- tschechisch: Matylda
- ungarisch: Matild

## Bekannte Namensträgerinnen

### Adelige
chronologisch:
- Mathilde (Ostfrankenreich) (um 895–968), Gemahlin des ostfränkischen Königs Heinrich I.
- Mathilde I. (Essen), Äbtissin des Stifts Essen im 10. Jahrhundert
- Mathilde (Essen) (949–1011), Enkelin Kaiser Ottos des Großen, bedeutendste Äbtissin des Stifts Essen
- Mathilde (Quedlinburg) (955–999), die erste Äbtissin von Quedlinburg
- Mathilde (Lothringen) (979–1025), Tochter Kaiser Ottos II.
- Mathilde von Haldensleben (um 993), Äbtissin in Magdeburg
- Mathilde von Friesland (ca. 1024–1044), Königin von Frankreich
- Mathilde von Franken (1027–1034), Königin von Frankreich
- Mathilde von Flandern (1032–1083), Ehefrau von Wilhelm dem Eroberer
- Mathilde von Canossa (auch Mathilde/Matilda von Toskana/Tuszien) (1046–1115)
- Mathilde von Schwaben (1048–1060), Herzogin von Schwaben
- Mathilde von Andechs, meist Mechthild von Dießen, (um 1125–1160), Augustiner-Chorfrau und Äbtissin von Edelstetten
- Mathilde von Savoyen (1125–1157), Königin von Portugal
- Mathilde Plantagenet (1156–1189), 2. Gemahlin Heinrichs des Löwen
- Mathilde I. (Bourbon) (1160er Jahre–1228), einziges Kind von Archambault (VIII.) von Bourbon
- Mathilde von Courtenay (1188–1257), Tochter von Peter II. von Courtenay und Agnes I. von Nevers
- Mathilde von Angoulême († nach 1233), Erbin von Angoulême
- Mathilde von Dammartin († 1259), Königin von Portugal
- Mathilde von Brandenburg (1210–1261), Herzogin von Braunschweig-Lüneburg
- Mathilde (Saarbrücken) (1215–1274), Gräfin von Saarbrücken
- Mathilde II. (Bourbon) (1234–1262), Gräfin von Nevers, Auxerre und Tonnerre
- Mathilde (Artois) (1268–1329), Pfalzgräfin von Burgund
- Mathilde von Brabant (1224–1288), durch ihre Ehen Gräfin von Artois und Saint-Pol
- Mathilde von Baden († 1485), Äbtissin in Trier
- Caroline Mathilde von Hannover, geborene Prinzessin von Großbritannien (1751–1775), Königin von Dänemark und Norwegen
- Sophia Mathilda von Gloucester (1773–1844), Prinzessin, Mitglied der britischen Königsfamilie
- Mathilde Karoline von Bayern (1813–1862), Ehefrau Großherzog Ludwigs III. von Hessen und bei Rhein
- Mathilde von Hohenlohe-Öhringen (1814–1888), Fürstin von Schwarzburg-Sondershausen
- Mathilde Lätitia Wilhelmine Bonaparte (1820–1904), Nichte von Napoléon Bonaparte
- Mathilde in Bayern (1843–1925), Herzogin, deutsche Hochadelige aus dem Haus Wittelsbach
- Mathilde von Österreich-Teschen (1849–1867), Erzherzogin von Österreich
- Mathilde von Sachsen (1863–1933), Tochter von Georg I. von Sachsen
- Mathilde von Bayern (1877–1906), Prinzessin, Tochter von König Ludwig III. von Bayern
- Mathilde von Belgien (* 1973), Königin der Belgier

### Bildende Künstlerinnen
- Mathilde Esch (1815–1904), deutsche Malerin
- Mathilde Kliefert-Gießen (1887–1978), deutsche Malerin
- Mathilde Rosier, französische Künstlerin
- Mathilde Vollmoeller-Purrmann (1876–1943), deutsche Malerin

### Musikerinnen und Sängerinnen
- Mathilde Bauermeister (1849–1926), deutsche Opernsängerin
- Mathilde Beckmann (1904–1986), deutsche Sängerin
- Mathilde Fröhlich (1867–1934), österreichische Opernsängerin
- Mathilde Grooss Viddal (* 1969), norwegische Jazzmusikerin
- Mathilde Hellwig (1825–1892), österreichische Opernsängerin
- Mathilde Kralik von Meyrswalden (1857–1944), österreichische Komponistin
- Mathilde Mallinger (1848–1920), österreichische Opernsängerin
- Mathilde Marchesi de Castrone (1821–1913), deutsche Opernsängerin
- Mathilde von Marlow (1826–1888), österreichische Opernsängerin
- Mathilde Santing (* 1958), niederländische Sängerin
- Mathilde Sternat, französische Cellistin

### Politikerinnen
- Matilde Bajer (1840–1934), dänische Frauenrechtlerin und Pazifistin
- Mathilde Berghofer-Weichner, geborene Weichner (* 1931), deutsche Juristin und Politikerin
- Mathilde Drees (1862–1938), deutsche Pädagogin und Politikerin
- Matilda Ernkrans (* 1973), schwedische Politikerin
- Mathilde Gantenberg (1889–1975), deutsche Politikerin
- Mathilde Hitzfeld (1826–1905), pfälzische Freischärlerin in der Märzrevolution 1848/49
- Mathilde Weinandy (* 1950), deutsche Politikerin

### Schauspielerinnen / Tänzerinnen
- Mathilde Bundschuh (* 1994), deutsche Schauspielerin
- Matilde Coral (* 1935), spanische Flamenco-Tänzerin
- Mathilde Danegger (1903–1988), österreichische Schauspielerin
- Matilde Muñoz Sampedro (1900–1969), spanische Schauspielerin
- Mathilde Ollivier (* 1994), französische Schauspielerin und Model
- Mathilde Seigner (* 1968), französische Schauspielerin
- Mathilde Sussin (1876–1943), österreichische Schauspielerin
- Mathilde Wildauer (1820–1878), österreichische Schauspielerin und Sängerin

### Schriftstellerinnen
- Mathilde Franziska Anneke (1817–1884), deutsche Schriftstellerin
- Matilde Asensi (* 1962), spanische Schriftstellerin
- Mathilde Beeg (1826–1905), deutsche Schriftstellerin
- Matilde Camus (1919–2012), spanische Dichterin und Schriftstellerin
- Mathilde Fibiger (1830–1872), dänische Hauslehrerin und Schriftstellerin
- Mathilde Raven (1817–1902), deutsche Schriftstellerin
- Mathilde Wesendonck (1828–1902), deutsche Schriftstellerin

- Mathilde, Pseudonym der niederländischen Schriftstellerin Nicolina Maria Christina Sloot (1853–1927)

### Sonstige
- Mathilde Bonnefoy (* 1972), französische Filmeditorin und Regisseurin
- Mathilde Gerg (* 1975), deutsche Skirennläuferin
- Matilde Hidalgo (1889–1974), ecuadorianische Ärztin und Frauenrechtlerin
- Mathilde Jacob (1873–1943), deutsche Übersetzerin und Stenotypistin
- Mathilde von Keller (1853–1945), Hofstaatsdame der Deutschen Kaiserin und Königin von Preußen Auguste Viktoria
- Mathilde Klose (1892–1942), deutsche Gewerkschafterin
- Mathilde Auguste Hedwig Kömmerling (1896–1993), deutsche Historikerin und Gründungsmitglied des Deutschen Frauenrings
- Mathilde Ludendorff (1877–1966), Gründerin des Bundes für Deutsche Gotterkenntnis, Ehefrau von Erich Ludendorff
- Matilde Marcolli (* 1969), italienische Mathematikerin
- Mathilde von Rohr (1810–1889), Briefpartnerin Theodor Fontanes
- Mathilde Paravicini (1875–1954), Schweizer Humanistin und Pionierin der Kinderzüge
- Mathilde Prager (1844–1921), österreichische Literaturwissenschaftlerin, Erzählerin und Übersetzerin
- Mathilde Schwabeneder (1956–2025), österreichische Buchautorin sowie Radio- und TV-Journalistin
- Matilde Serao (1856–1927), italienische Journalistin und Schriftstellerin
- Mathilde Uhlirz (1881–1966), österreichische Historikerin für Mittelalterliche Geschichte
- Mathilde Vaerting (1884–1977), deutsche Pädagogin und Soziologin

### Fiktive Figuren
- zu Figuren dieses Namens in Film, Literatur und Musik siehe Mathilde (Begriffsklärung)

## Heiligengedenktag
- Mathilde die Heilige, 14. März